# 니자 치즈
니자 치즈(포르투갈어: queijo de Nisa 케이주 드 니자[*])는 포르투갈의 니자 지역에서 생산되는 양젖 치즈이다. 1996년 6월 21일부터 유럽 연합의 원산지 명칭 보호(PDO)를 받고 있다.